# Purisme (beeldende kunst)
Purisme was een latere vorm van kubisme, die werd bedacht en toegepast door de Franse schilder Amédée Ozenfant en de architect Charles-Edouard Jeanneret (Le Corbusier). Ook de aanvankelijk kubistische schilder Fernand Léger ontplooide zich later actief binnen het Purisme. Purisme verwierp de decoratieve trend van kubisme, en was meer gericht op een terugkeer naar heldere, geordende vormen. 
Jeanneret en Ozenfant schreven voor het eerst over purisme in hun boek After Cubism uit 1918. Het purisme wordt verder uitgediept in La peinture moderne uit 1925, eveneens van Ozenfant en Le Corbusier. De twee waren tegen de ontwikkelingen in het kubisme, met name de decoratieve elementen. Ze wilden de kunstvorm graag terugbrengen naar zijn basis, hiertoe geïnspireerd door moderne machines. De gulden snede was voor hen de ideale vorm. Dit is terug te vinden in hun werken. 
Puristische werken staan bekend om het gebruik van geometrische vormen en grote oppervlaktes met zuivere kleuren. 